# Clara Andermatt
Clara Andermatt (Lisboa, 1963) é bailarina, coreógrafa e professora de dança portuguesa. 
Fundadora/Diretora de Associação Cultural Companhia Clara Andermatt (ACCCA).

## Biografia
Clara Andermatt nasceu em 1963 em Lisboa.
Foi com sua mãe, Luna Andermatt, que Clara Andermatt iniciou os seus estudos em dança. Em 1980 vai para Inglaterra onde continua a sua formação com uma bolsa de estudo do London Studio Centre, e onde também obtém o diploma da Royal Academy of Dance.
Depois de vários estágios em terras britânicas, segue para os Estados Unidos da América, onde é convidada pelo professor Mervyn Nelson para um curso de teatro em Nova Iorque. Seria de terras norte-americana que viriam várias bolsa, tendo sido bolseira do Jacob's Pillow Dance, em Massachussets, em 1988, do American Dance Festival - I.C.R., em Durham, em 1994, e do Bates Dance Festival, em Maine, no ano de 2002.
Paralelamente, Clara Andermatt integrou a "Companhia de Dança de Lisboa", sob direcção de Rui Horta, desde o momento da sua fundação até 1988. Vai então para Barcelona onde integra a "Companhia Metros" de Ramon Oller, entre 1989 e 1991.
É durante este período em Barcelona que Andermatt desenvolve o seu primeiro trabalho coreográfico fora dos contextos pedagógicos e ganha visibilidade, nomeadamente com a peça En-Fim (1989) à qual viria a ser atribuída o 1.º Prémio do III Certamen Coreográfico de Madrid.
Funda a sua própria companhia em 1991.
Nesse mesmo ano, 1991 faz a peça Louca-Louca Sensação De Viver (1991) para o "Festival ACARTE", trabalho este que, nota André Lepecki, "marcou imediatamente pela sua diferença e por um explorar de um certo imaginário surreal ibérico, curiosamente ausente na dança portuguesa de então." Esta linguagem volta a ser reforçada em Mel (ACARTE, Lisboa, 1992) onde "as acções dos bailarinos são marcadas por gestos minúsculos, por repetições obsessivas, por rituais remetendo para um imaginário carregado de ícones religiosos sobrepostos a uma terrível sexualidade."
Em 1994 participa do encontro coreográfico internacional Skite 94 em Lisboa e a propósito Capital Europeia da Cultura - Lisboa 94 - é convidada, juntamente com o coreógrafo Paulo Ribeiro, para "concretizar um projecto inspirado no encontro com Cabo Verde, a sua dança e a sua música."[carece de fontes?] A sua ligação com Cabo Verde cresce registando-se uma colaboração prolongada com a comunidade artística local, que passa pela criação de diversas obras com intérpretes cabo-verdianos, acções de formação, e colaborações com artistas de diferentes áreas resultando nas iniciativas Dançar Cabo Verde (1994), em conjunto com Paulo Ribeiro, Projecto CV Sabe[1995), Anomalias Magnéticas (1995), Uma Histórias da Dúvida (1997) e o concerto encenado Dau Dau (1999). Clara Andermatt voltaria à Praia em 2009 para trabalhar com a companhia de dança Raiz di Polon.
O seu percurso coreográfico marcado pela viagem, sugere uma genealogia para a cuidada problematização do encontro nas suas peças, que transporta não apenas imagens, sons e experiências, mas também colaboradores. Fruto disto é uma extensa e prolífica carreira de produção coreográfica que passa não apenas pelo trabalho na sua companhia, mas com ativas e regulares colaborações com outras instituições, como é o caso do Ballet Gulbenkian, da Companhia Maior, o Grupo Dançando Com A Diferença, a Companhia Portuguesa de Bailado Contemporâneo e Companhia Nacional de Bailado, entre outros, e os mais variados artistas.
A sua obra é regularmente apresentada em Portugal e no estrangeiro.

### Distinções
Ao longo da sua carreira Andermatt foi distinguida com:
- Bolsa Bridget Espinosa, Londres em 1982[1]
- The Best Student Award (1983) London Studio Centre[1]
- 2.º Prémio de Coreografia, atribuído em 1983 pela peça Cake Walk, pelo London Studio Centre[1]
- 1.º Prémio do III Certamen Coreográfico de Madrid com a coreografia En-Fim, em 1989[1]
- Menção Honrosa do Prémio Acarte/Maria Madalena de Azeredo Perdigão da Fundação Calouste Gulbenkian, com a coreografia Mel em 1992[1]
- Prémio Acarte/Maria Madalena de Azeredo Perdigão partilhado com o coreógrafo Paulo Ribeiro pela obra Dançar Cabo Verde, em 1994[1]
- Prémio Almada (1998) na área a "Dança", atribuído pelo Instituto Português das Artes do Espectáculo (IPAE), do Ministério da Cultura, em 1999 pela obra Uma História da Dúvida. Nesse mesmo ano seriam também distinguidos a agremiação Juventude Musical Portuguesa (Música) e a cenógrafa Cristina Reis (Teatro)[1][5]
- Espetáculo de Honra do Festival Internacional de Almada, pela peça Uma História da Dúvida[1]Obra
- Prémio Mulher do Ano (1999) em Cabo Verde
- Bolsa - Bates Dance Festival (2002) - Maine USA
- Nomeação Prémio Melhor Coreografia (2010) , dos Prémio Autores 2009 da SPA/RTP pela obra "VOID"
- 2º Melhor Espetáculo de Dança do Ano (2010), pelo Ipsilon (Jornal Público), pela obra "So Solo"
- Um dos Melhores Espetáculos do Ano (TOP 10) (2010), pelo Jornal Expresso, pela obra "So Solo"
- Nomeação para Prémio Melhor Coreografia (2014), dos Prémios Autores 2013 da SPA/RTP pela obra "Fica no Singelo"
- Melhor Espetáculo de Dança do Ano (2014), pelo Ipsilon (Jornal Público), pela obra "Fica no Singelo"
- Um dos Melhores Espetáculos do Ano (TOP 10) (2014), pelo Jornal Expresso, pela obra "Fica no Singelo"
- Artista Residente do Ano (2015), Teatro Viriato, Viseu
- Prémio Melhor Filme Português (2015), do Festival Inshadow Lisboa - Atribuido pelo juri Vo'Arte - pelo filme "Deriva" (realização de Aurélio Vasques e Bernardo Sassetti, coreografia de Clara Andermatt), obra coreográfica integrada no espetáculo "Uma Coisa em Forma de Assim" (2011), da Companhia Nacional de Bailado.
- Melhor reposição do Ano (2018), pelo Jornal de Notícias, pela obra "Fica no Singelo"
- Os 5 Melhores de 2018/Dança (2019), pelo Jornal Expresso, pela obra "Parece Que o Mundo"
- Nomeação para Prémio Melhor Coreografia (2019), dos Prémio Autores 20018 da SPA/RTP pela obra "Parece Que o Mundo"

## Obras
- En-Fim (1989)
- Só Um Bocadinho (1990) - No Certamen Coreografico de Madrid
- Louca Louca Sensação de Viver (1991)
- Mel (1991)
- Cansaço Dos Santos (1992)
- Cio Azul (1993)
- Dançar Cabo Verde (1994)
- Anomalias Magnéticas (1995)
- Cemitério Dos Prazeres (1996) - Para o Ballet Gulbenkian[1]
- Quatro Árias de Ópera (1996) - Para o Ballet Gulbenkian[1]
- Uma História da Dúvida (1998)
- Dan Dau (1999)
- Neatnet (2000) - Para o Ballet Gulbenkian[1]
- Polaroid (2003)
- O Canto do Cisne (2004) - Para o Ballet Gulbenkian
- As Ondas (2004) - Co-criação com João Garcia Miguel e Michael Margotta
- Levanta os Braços Como Antenas Para o Céu (2005)
- Natural (2005) - Para a Sadler’a Wells Company of Elders.
- O Grito do Peixe (2005)
- Hot Spot (2006)
- E Dançaram Para Sempre (2007)
- In My Mind (2007)
- Meu Céu (2008)
- Void (2009)
- So Solo (2009)
- O Toque - Para a Cpbc
- Void Eléctrico (2010)
- Durações de Um Minuto (2010)
- Uma Coisa em Forma de Assim (2011) - Para a Companhia Nacional de Bailado
- Maior (2011) - Com a Companhia Maior
- Dez Mil Seres (2012) - Com o Grupo Dançando com a Diferença
- Vira Como a Vida (2012)
- Ópera: Páris e Helena (2012)
- Dance Bailarina Dance (2013) - Para a Companhia Nacional de Bailado
- Fica no Singelo (2013)
- "Novo-Velho-Circo (Os Acrobatas do Desejo)" (2015) - Colaboração Radar 360º
- "A Banda (Dança para Músicos)" (2016) - Convite Festival Materiais Diversos
- "Suspensão" (2016)
- "Down at Galamanta" (2017) - Lab in Dança
- " A Educação da Desordem (Projeto em Mutação)" (2018)
- "Parece Que o Mundo" (2018)
- "Natural (Recriação)" (2019)
- "O Canto do Cisne (Recriação)" (2021) - CNB
- "Retrato" (2021) - Lab in Dança
- "Pantera" (2022)
- "Entreaberto" (2023 - Lab in Dança